# Wereldkampioenschappen synchroonzwemmen 2009 – Duet vrije routine
Het Wereldkampioenschap synchroonzwemmen 2009 vrije routine voor duetten vond plaats op 23 en 24 juli 2009 in Rome, Italië. De voorronde vond plaats op 23 juli, de beste 12 duetten kwalificeerde zich voor de finale die een dag later plaatsvond. Titelverdediger was het Russische duet Anastasia Davydova en Anastasia Ermakova.

## Uitslagen

### Voorronde
| Rang | Naam                                      | Nationaliteit       | Score  | Bijz. |
| ---- | ----------------------------------------- | ------------------- | ------ | ----- |
| 1    | Natalja Isjtsjenko Svetlana Romasjina     | Rusland             | 99.000 | Q     |
| 2    | Andrea Fuentes Gemma Mengual              | Spanje              | 97.833 | Q     |
| 3    | Jiang Tingting Jiang Wenwen               | China               | 96.666 | Q     |
| 4    | Marie-Pier Boudreau Gagnon Chloé Isaac    | Canada              | 95.333 | Q     |
| 5    | Beatrice Adelizzi Giulia Lapi             | Italië              | 94.667 | Q     |
| 6    | Yukiko Inui Mariko Sakai                  | Japan               | 94.500 | Q     |
| 7    | Daria Joesjko Kseniya Sydorenko           | Oekraïne            | 93.500 | Q     |
| 8    | Apolline Dreyfuss Lila Meessemann-Bakir   | Frankrijk           | 92.000 | Q     |
| 9    | Natalia Anthopoulou Despoina Solomou      | Griekenland         | 90.834 | Q     |
| 10   | Olivia Allison Jenna Randall              | Verenigd Koninkrijk | 89.833 | Q     |
| 11   | Nayara Figueira Lara Teixeira             | Brazilië            | 89.000 | Q     |
| 12   | Kim Yong Mi Wang Ok Gyong                 | Noord-Korea         | 88.167 | Q     |
| 12   | Sona Bernardova Alžběta Dufková           | Tsjechië            | 88.167 | Q     |
| 14   | Park Hyunha Park Hyunsun                  | Zuid-Korea          | 87.666 |       |
| 15   | Mariana Cifuentes Evelyn Guajardo         | Mexico              | 86.000 |       |
| 16   | Arna Toktagan Amina Yermakhanova          | Kazachstan          | 85.000 |       |
| 17   | Sarah Amrein Stephanie Jost               | Zwitserland         | 84.500 |       |
| 17   | Nadine Brandl Elisabeth Mahn              | Oostenrijk          | 84.500 |       |
| 19   | Anastasiya Mazgo Darya Navaselskaya       | Wit-Rusland         | 83.833 |       |
| 20   | Ester Levy Viktoria Yarmolinskaya         | Israël              | 83.333 |       |
| 21   | Reem Abd Elazem Shaza El-Sayed            | Egypte              | 80.333 |       |
| 22   | Anna Soto Mary Soto                       | Venezuela           | 80.000 |       |
| 22   | Wiebke Jeske Edith Zeppenfeld             | Duitsland           | 80.000 |       |
| 24   | Margareta Jakovac Carmen Pacadi           | Kroatië             | 79.666 |       |
| 25   | Júlia Győri Julia Kiss                    | Hongarije           | 78.333 |       |
| 26   | Valentina Popova Anastasiya Ruzmetova     | Oezbekistan         | 77.000 |       |
| 26   | Elena Radkova Kalina Yordanova            | Bulgarije           | 77.000 |       |
| 28   | Etel Sanchez Sofia Sanchez                | Argentinië          | 76.833 |       |
| 29   | Rodriguez Gonzales Darlys Lores Rodriguez | Cuba                | 75.000 |       |
| 30   | Cristina Nicolini Elena Tini              | San Marino          | 74.333 |       |
| 31   | Jodie Ng En Pei Zhang Hui                 | Singapore           | 71.500 |       |
| 32   | Arsyi Sabihisma Tri Eka Sandiri           | Indonesië           | 69.500 |       |
| 33   | Cheong Ka Ieng Lok Ka Man                 | Macau               | 68.500 |       |
| 34   | Lilit Davidyan Margarita Ghazaryan        | Armenië             | 56.333 |       |

### Finale
| Rang   | Naam                                    | Nationaliteit       | Score  |
| ------ | --------------------------------------- | ------------------- | ------ |
| Goud   | Natalja Isjtjsenko Svetlana Romasjina   | Rusland             | 98.833 |
| Zilver | Andrea Fuentes Gemma Mengual            | Spanje              | 98.333 |
| Brons  | Jiang Tingting Jiang Wenwen             | China               | 97.000 |
| 4      | Marie-Pier Boudreau Gagnon Chloé Isaac  | Canada              | 95.833 |
| 5      | Beatrice Adelizzi Giulia Lapi           | Italië              | 95.334 |
| 6      | Yukiko Inui Mariko Sakai                | Japan               | 94.000 |
| 7      | Darja Joesjko Kseniya Sydorenko         | Oekraïne            | 93.000 |
| 8      | Apolline Dreyfuss Lila Meessemann-Bakir | Frankrijk           | 92.000 |
| 9      | Natalia Anthopoulou Despoina Solomou    | Griekenland         | 91.333 |
| 10     | Olivia Allison Jenna Randall            | Verenigd Koninkrijk | 90.667 |
| 11     | Nayara Figueira Lara Teixeira           | Brazilië            | 89.500 |
| 12     | Kim Yong Mi Wang Ok Gyong               | Noord-Korea         | 88.500 |
| 13     | Sona Bernardova Alžběta Dufková         | Tsjechië            | 86.834 |